# La Cruz, Huehuetla
La Cruz är en ort i Mexiko.   Den ligger i kommunen Huehuetla och delstaten Hidalgo, i den sydöstra delen av landet, 150 km nordost om huvudstaden Mexico City. La Cruz ligger 976 meter över havet och antalet invånare är 210.
Terrängen runt La Cruz är bergig västerut, men österut är den kuperad. Runt La Cruz är det ganska tätbefolkat, med 192 invånare per kvadratkilometer. Närmaste större samhälle är Huehuetla, 9,0 km nordost om La Cruz. Omgivningarna runt La Cruz är en mosaik av jordbruksmark och naturlig växtlighet.